# Byssolophis byssiseda
Byssolophis byssiseda är en svampart som först beskrevs av Flageolet & Chenant., och fick sitt nu gällande namn av Frederic Edward Clements 1931. Byssolophis byssiseda ingår i släktet Byssolophis och familjen Lophiostomataceae.   Inga underarter finns listade i Catalogue of Life.